# Porto Lucena

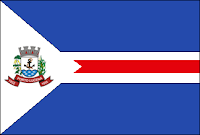
Bandera de Porto Lucena.

Porto Lucena es un municipio brasileño del estado de Rio Grande do Sul.
Se encuentra ubicado a una latitud de 27º51'22" Sur y una longitud de 55º00'59" Oeste, estando a una altura de 114 metros sobre el nivel del mar. Su población estimada para el año 2004 era de 6.035 habitantes.
Ocupa una superficie de 230,95 km². El municipio está bañado por las aguas del río Uruguay, que hacen de frontera con la Argentina.
- Datos: Q1784701
- Multimedia: Porto Lucena / Q1784701